# To Love and Die in Dixie
"To Love and Die in Dixie" (em português, "Amar e Morrer no Sul") é o décimo segundo episódio da terceira temporada da série de comédia animada Uma Família da Pesada. O cantor de música country, Waylon Jennings, que morreu três meses após a exibição do episódio nos Estados Unidos, participa como sua última aparição na série. Dakota Fanning também participou do episódio. O título é uma referência à frase de uma música tradicional do sul, "Dixie".
Foi escrito pelo futuro colaborador rotineiro Steve Callaghan, e dirigido por Dan Povenmire. Mostra o personagem secundário, Sr. Herbert, pela primeira vez.

## Enredo
Precisando de dinheiro extra, Chris decide trabalhar como entregador de jornal para pagar o presente de aniversário da garota que gosta. No trabalho, conhece um velho chamado Herbert, que se sente sexualmente atraído pelo garoto. O garoto dá o presente para sua amada, mas ela se assusta com sua falta de jeito e ânsia. Mesmo não precisando mais, decide continuar no seu emprego. Um pouco depois, no entanto, Chris testemunha um roubo na loja de conveniência, e sua bicicleta acaba sendo levada pelo assaltante, como um veículo de fuga (embora leve a bicicleta, ele foge a pé). Depois, quando Joe leva Chris até a polícia, ele consegue identificar o ladrão fora do local. No entanto, Peter se mostra e diz ao ladrão (sem saber quem ele era) que estava lá para pegar Chris, o qual estava indo "dedurar o cara que roubou a loja de conveniência", e procede dando a ele uma foto do filho, juntamente com uma lista de seus horários escolares e seus maiores medos. Quando o ladrão escapa e promete vingança, a família é colocada no Programa de Proteção à Vítimas e Testemunhas. Os Griffins se mudam para Bumblescum, uma pequena cidade localizada no sul. Quando chegam e observam a nova casa, Meg critica e Lois diz que "Se concertarmos um pouco, seria um pedaço de droga." Enquanto isso, Peter se torna xerife e Brian se torna seu deputado. Stewie entra em uma jug band, Meg se torna popular entre os colegas de classe e Chris conhece um novo amigo, chamado Sam.
Depois, quando Peter interfere em uma encenação sobre a Guerra Civil, afirmando que o norte foi o vencedor, contrariando o que está sendo mostrado, o pai de Sam diz que Chris e Sam não podem mais ser amigos. Sem saber disso, Sam beija Chris inesperadamente, e Chris chega a conclusão de que o amigo é gay. Enquanto escreve sobre o acontecido com o amigo, Brian escuta a históia (já que Chris falava ao mesmo tempo que escrevia), e explica que, aparentemente, não há nenhum problema nisto.
Quando ambos se encontram novamente, Chris diz a Sam que gosta dele somente como amigo. Sam aceita, e quando eles vão nadar, Chris percebe (através do sutiã, roupa íntima e o cabelo longo de Sam coberto pelo boné) que seu amigo, na verdade, é uma garota. Devido ao fato de que Chris sempre teve más experiências com meninas (como visto no começo do episódio), agora ele se sente envergonhado com Sam. Na festa da noite, Sam explica que Chris não teve problemas em falar com ele quando pensava que era um garoto, então diz a ele para pensar nela como um garoto com quem pode se relacionar.
Depois que os Agentes de Serviço Secreto, contratados para vigiar a casa dos Griffins em Quahog, revelam acidentalmente a localização da família (dizendo ao criminoso onde Meg estava, e não Chris), o ladrão procura-os em Bumblescum, e tenta matar o menino. Durante o confronto, porém, o criminoso leva um tiro dado pelo pai de Sam.
Sem o criminoso, os Griffins retornam para Quahog e Chris precisa deixar Sam. Uma vez em casa, eles percebem que alguém deixou 113 mensagens na secretária eletrônica, todos de Herbert, que procurava por Chris.

## Produção

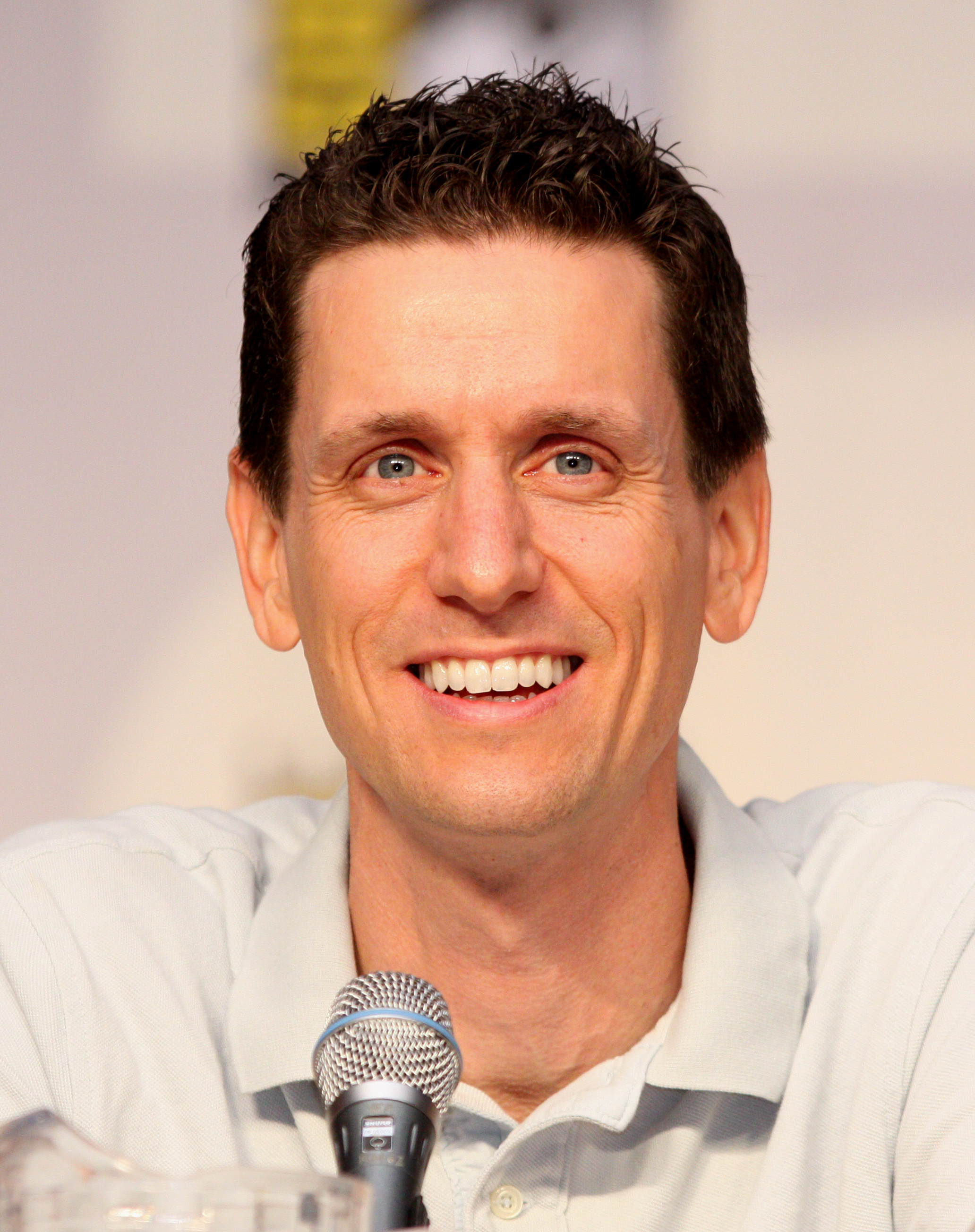
Steve Callaghan escreveu o episódio.

Dan Povenmire, que dirigiu o episódio, teve liberdade substancial para criar, concedida pelo criador da série e produtor executivo, Seth MacFarlane. Povenmire reafirmou que MacFarlane disse a ele "Temos dois minutos para preencher. Coloque algumas piadas visuais. Faça o que quiser. Eu confio em você." Povenmire destacou o estilo de administração, que deixou-o "se divertir." Dan trouze realismo e material de suas próprias experiências, para a direção visual de Uma Família da Pesada.
Para este episódio, Povenmire se inspirou na sua própria infância, vivida no extremo sul, para um sequência de cenas de fundo onde um personagem  "redneck" chuta um cadáver para o rio próximo sem ter medo. Também, houve uma piada na qual guaxinins saltam e coçam o rosto de Peter.